# Dollar gap

Le dollar gap désigne le manque de dollars américains dont ont souffert certains pays au lendemain de la Seconde Guerre mondiale.

## Concept
La Seconde guerre mondiale laisse l'Europe exsangue. Elle a besoin de prêts pour se reconstruire, qu'elle obtient en grande partie auprès des États-Unis. Si les pays européens souhaitent acheter à l'Amérique ses produits de consommation abondants, ils s'en trouvent empêchés par l'incapacité à régler les factures : les entreprises américaines exigent d'être payées en dollars, dont les entreprises et les États européens ne disposent pas. Tous les dollars qu'ils possédaient avant la guerre ont en effet été utilisés pour acheter de l'équipement et des armes durant la guerre.
Ainsi, cette raréfaction des dollars sur les territoires européens et japonais, dus aux déficits commerciaux européens et japonais, empêchent non seulement l'Europe de se reconstruire, mais aussi les Etats-Unis d'augmenter leurs exportations et de s'enrichir. La conséquence du dollar gap est un risque accru de ralentissement du commerce international. La situation est d'autant plus critique qu'entre 1946 et 1951, les États-Unis accumulent les excédents commerciaux vis-à-vis de ses partenaires commerciaux, obligeant les importateurs à régler ou bien en s'endettant, ou bien en vendant leurs réserves d'or.
Les États-Unis trouvent un moyen de résoudre cette pénurie de dollars en prenant à sa charge de fournir les autres nations en moyen de paiements, notamment par des plans d'aide et de subventions. C'est le cas, notamment, du plan Marshall. Le pays met également en place une institution de compensation appelée Union européenne des paiements.
À plus long terme, le dollar gap se trouve résolu à partir des années 1950 et 1960 par l'enchaînement de déficits commerciaux américains. Ces déficits causent des sorties massives de dollars du territoire américain, qui viennent inonder l'Europe et le Japon. On parle alors de dollar glut. Cette surabondance de dollars mettra toutefois en danger la capacité américaine à tenir son engagement issu des accords de Bretton Woods de convertir librement tout dollar contre de l'or à la demande des pays étrangers, et conduira à la fin du système de Bretton Woods (choc Nixon).